# Пархоменко Іван Олександрович
Іван Олександрович Пархоменко (28 лютого 1929, село Годунівка, тепер Яготинського району Київської області — 25 вересня 2001, село Знаменівка Новомосковського району Дніпропетровської області) — український радянський діяч, новатор сільськогосподарського виробництва, голова колгоспів імені Горького та «Рассвет» Новомосковського району Дніпропетровської області. Герой Соціалістичної Праці (8.12.1973). Депутат Верховної Ради СРСР 9-го скликання.

## Біографія
Народився в селянській родині. У 1946—1949 роках — учень Березоворудського сільськогосподарського технікуму Пирятинського району Полтавської області, здобув спеціальність зоотехніка.
У 1949—1950 роках — дільничний зоотехнік у Миколаївській області.
У квітні 1950 — жовтні 1953 року — служба в Радянській армії.
У 1953—1966 роках — дільничний зоотехнік, головний зоотехнік колгоспу «Жовтнева революція» Солонянського району Дніпропетровської області, зоотехнік виробничого управління Дніпропетровської області.
У 1960 році заочно закінчив Білоцерківський сільськогосподарський інститут Київської області. 
Член КПРС з 1966 року.
У 1966—1978 роках — голова колгоспу імені Горького села Миколаївки Новомосковського району Дніпропетровської області.
З 1978 року — голова колгоспу «Рассвет» села Знаменівки Новомосковського району Дніпропетровської області.
Потім — на пенсії в селі Знаменівка Новомосковського району Дніпропетровської області.

## Нагороди
- Герой Соціалістичної Праці (8.12.1973)
- орден Леніна (8.12.1973)
- орден Трудового Червоного Прапора (8.04.1971)
- медалі